# Onthophagus spiculatus
Onthophagus spiculatus är en skalbaggsart som beskrevs av Antoine Boucomont 1914. Onthophagus spiculatus ingår i släktet Onthophagus och familjen bladhorningar. Inga underarter finns listade i Catalogue of Life.